# 비코넬라치오
비코넬라치오(이탈리아어: Vico nel Lazio)는 이탈리아 라치오주 프로시노네도에 위치한 코무네다. 로마로부터 동쪽 70km, 프로시노네로부터 북쪽 15km 거리에 있다.